# شجيف ذهبية
شجيف ذهبيةهي قرية اسم المتدول في القرى المجاورى بأسم الموسى الخلف تنتمي لعشيرة البوبنا من فخذ البوسامه لديها خمس افرع [الحجاج]و[الحساني]و[العيسات]و[الجاسم الحجي]و[المحمد العلي] سوريّة تتبع إداريّاً لمحافظة حلب منطقة منبج ناحية أبو قلقل، بلغ تعداد سكانها 1,162 نسمة حسب التعداد السكاني لعام 2004.